# ツグスソグ・ニヤンバヤル
ツグスソグ・ニヤンバヤル（Tugstsogt Nyambayar、1992年6月23日 - ）は、モンゴルのプロボクサー。ウランバートル出身。元IBO世界フェザー級王者。

## 来歴
2015年2月4日、有力マネージャーのアル・ヘイモンと契約。
2020年2月8日、PPLセンターでWBC世界フェザー級王者のゲーリー・ラッセル・ジュニアと対戦し、12回判定負けで王座獲得に失敗した。
2021年7月3日、カリフォルニア州のディグニティ・ヘルス・スポーツ・パーク・テニスコートでWBA世界スーパーフェザー級暫定王者のクリス・コルバートと対戦し、12回判定負けで王座獲得に失敗した。この試合でコルバートは15万ドル（1660万円）、ニヤンバヤルは7万5千ドル（830万円）のファイトマネーを稼いだ。

## 獲得タイトル
- IBO世界フェザー級王座